# Синибальди, Жан Поль
Жан Поль Синибальди (фр. Jean-Paul Sinibaldi; 19 мая 1857, Париж — 17 января 1909, Бурк-ан-Брес) — французский художник.

## Биография

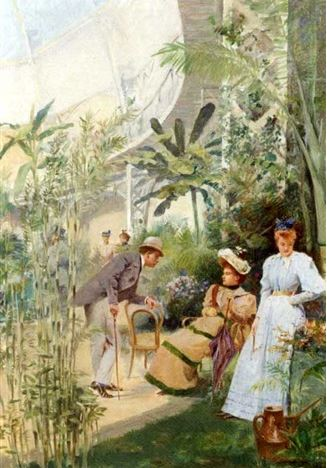
Сцена в зимнем саду.

Уроженец Парижа, Синибальди учился в Школе изящных искусств под руководством Александра Кабанеля и Альфреда Стивенса.
Синибальди начал выставляться на парижском Салоне в 1881 году. В 1886 году он выиграл Римскую премию (II место) за картину на заданный сюжет: «Клавдия провозглашают императором» (эта картина представлена в шаблоне статьи справа). 
На Всемирной выставке 1889 года в Париже  художник получил бронзовую медаль, а на Всемирной выставке в Париже в 1900 году  — серебряную. 
В 1900 году художник был награждён орденом Почётного легиона. 
Около 1902 года он расписал зал регистрации браков в ратуше города Лилля, однако здание было сильно разрушено в 1916 году, в Первую мировую войну. 
Также Синибальди были расписаны некоторые залы парижской ратуши. Однако основной специализацией художника была станковая живопись, в основном исторические и жанровые сцены.

## Галерея

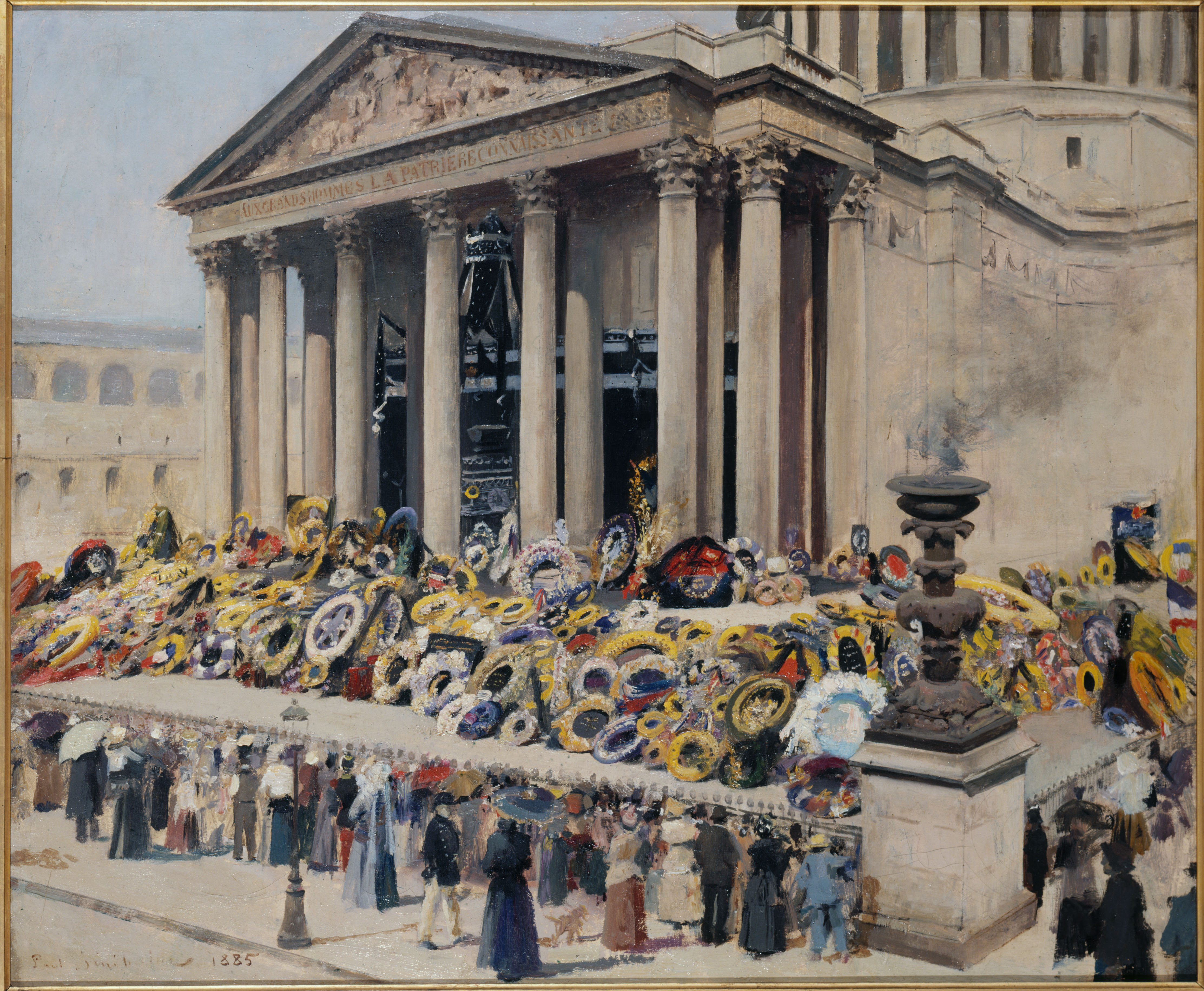
Похороны Виктора Гюго в Парижском Пантеоне.
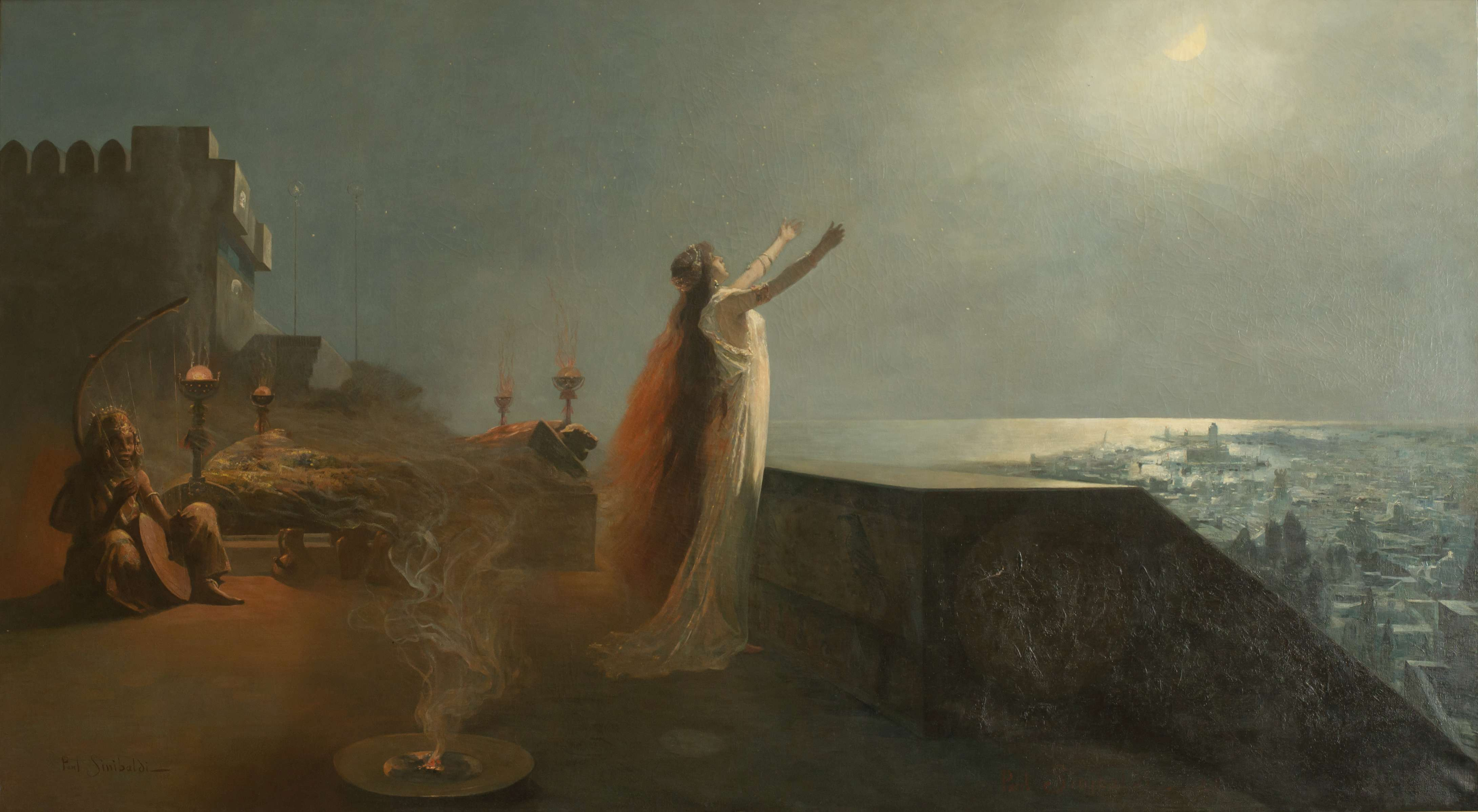
Саламбо.
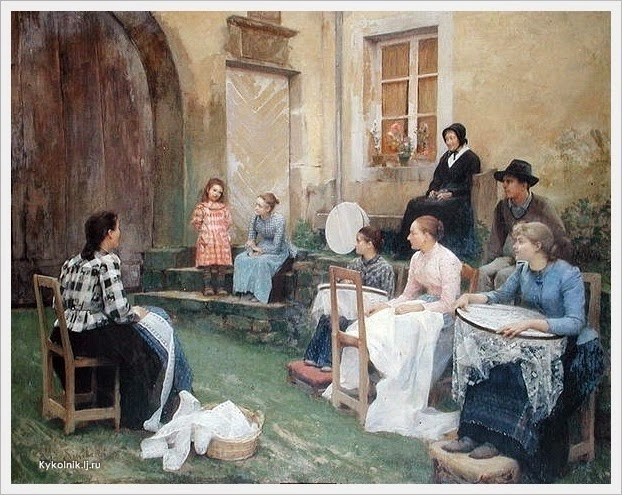
Воспоминание о Франш-Конте.
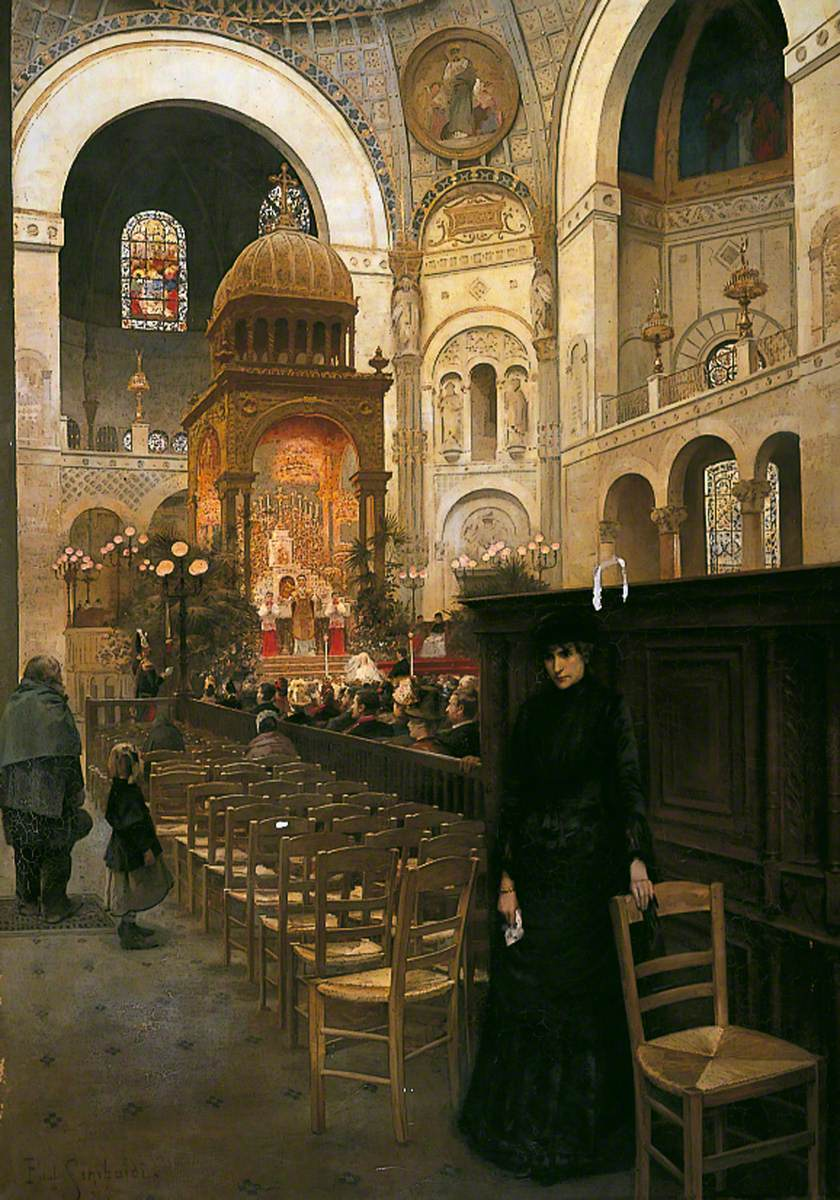
Венчание (Отвергнутая).
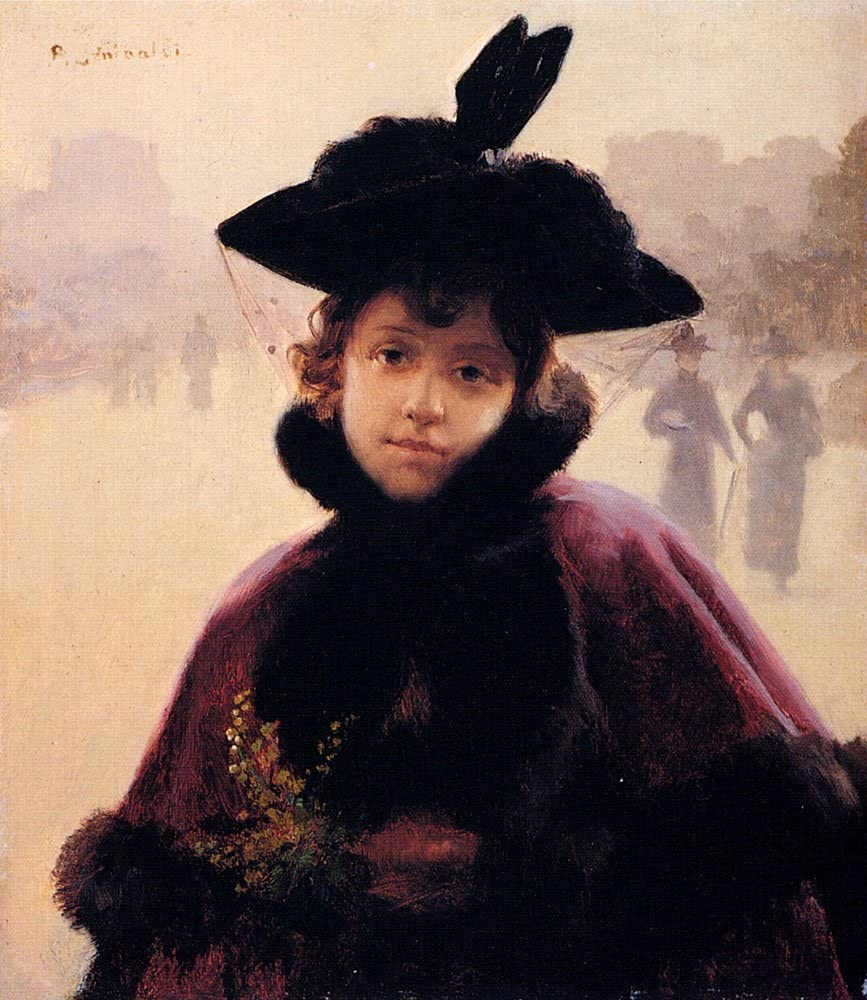
Портрет неизвестной.
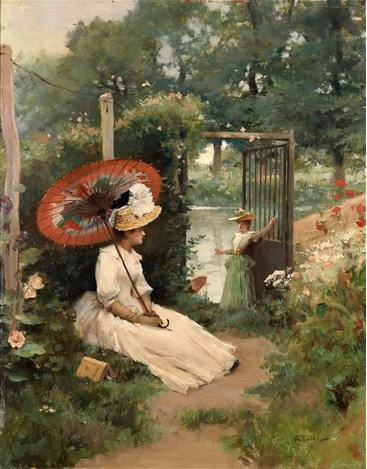
На речном берегу.